# Forêt de Longuenée
La forêt de Longuenée est une forêt domaniale, classée Zone naturelle d'intérêt écologique, faunistique et floristique (ZNIEFF). 
Cette forêt de 660,95 hectares, située à 20 kilomètres au nord-ouest d'Angers dans le département de Maine-et-Loire, s'étend sur cinq communes :
- Erdre-en-Anjou : 386 ha ;
- Saint-Clément-de-la-Place : 112 ha ;
- Longuenée-en-Anjou : 82 ha ;
- Grez-Neuville.

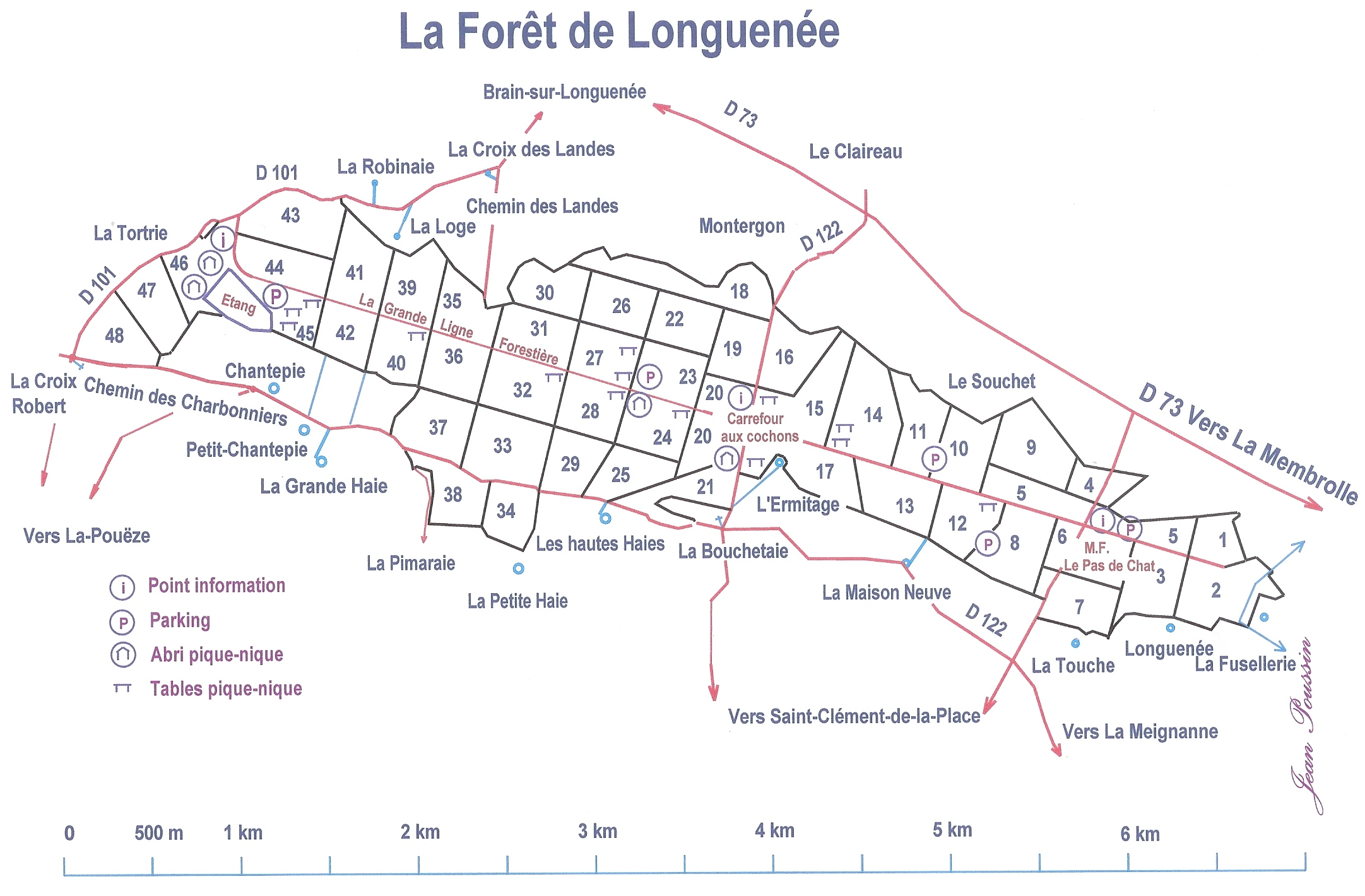
Plan détaillé de la Forêt de Longuenée.

Des chemins pédestres, équestres et VTT y sont aménagés par l'Office national des forêts (ONF) avec l'aide du conseil général de Maine-et-Loire, longtemps après l'aménagement de la voie principale (qui traverse la forêt de part en part) qui s'est d'abord couvert d'un enrobé rouge (pratiquement disparu aujourd'hui) avec installation des tables de pique-nique au carrefour de cette voie et des laies. La zone de l'étang est l'espace ludique de la forêt qui invite à la promenade et où la pêche est pratiquée. Depuis 2014, une grande partie de cette voie (de l'étang au Carrefour aux Cochons) est fermée à la circulation.
Aux XIIe-XVe siècles, la forêt de Longuenée s'étendait jusqu'au Plessis-Macé. Louis XI venait y chasser avec Louis II de Beaumont, seigneur du Plessis-Macé. Elle est forêt domaniale depuis 1963.  